# Augment ebullioscòpic
|  | Per a altres significats, vegeu «Augment (desambiguació)». |

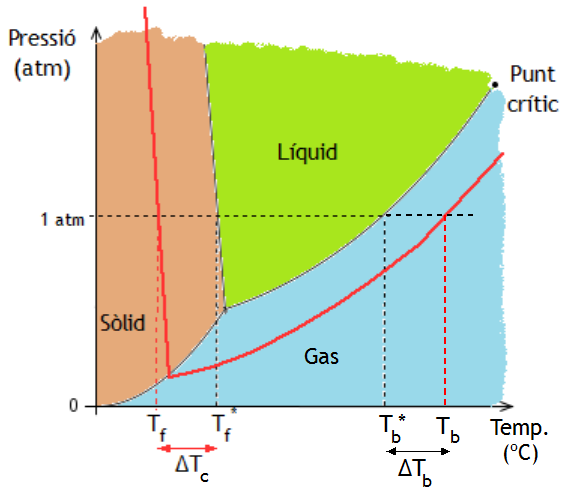
Diagrama de fases de l'aigua.

L'augment o ascens ebullioscòpic és l'augment de la temperatura d'ebullició que experimenta una dissolució respecte de la temperatura d'ebullició del dissolvent pur.
La magnitud de l'ascens ebullioscòpic, ∆Tb, ve donada per la diferència de temperatures d'ebullició de la dissolució i del dissolvent pur, Tb i Tb*, respectivament:
L'augment o ascens ebullioscòpic és una de les propietats col·ligatives i, com la resta d'aquestes propietats, la magnitud de l'ascens només depèn de la naturalesa del dissolvent i de la quantitat dissolta de solut, és a dir, és independent de la naturalesa del solut. Dit en altres paraules, qualsevol solut, en la mateixa quantitat, produeix el mateix efecte. A la figura adjunta es representa el diagrama de fases de l'aigua. Una dissolució aquosa experimenta un descens de la pressió de vapor del líquid, la qual cosa es tradueix en un ascens de la temperatura d'ebullició, ja que es necessita més temperatura perquè la pressió de vapor del dissolvent a la dissolució iguali a la pressió atmosfèrica.
Les investigacions més destacades sobre aquest fenomen es deuen al químic francès François Marie Raoult i daten del 1887. Raoult aconseguí una equació experimental que reprodueix bé les dades que s'obtenen a baixes concentracions on la corba s'aproxima a una recta. D'altres científics, entre els quals destaquen Jacobus van' t Hoff, Wilhelm Ostwald i Ernst Otto Beckmann, ampliaren posteriorment els estudis sobre l'ascens ebullioscòpic.

## Història
Les primeres investigacions sobre l'ascens ebullioscòpic estan relacionades amb els estudis sobre el descens de la pressió de vapor de les dissolucions i les altres propietats col·ligatives i es deuen a científics com Michael Faraday (1822), Griffiths i Legrand. Després, el 1847, l'alemany Lambert Heinrich von Babo descobrí que el descens de la pressió de vapor és independent de la temperatura i és proporcional a la quantitat de solut. També l'alemany Friedrich Wüllner, entre 1858 i 1860, relacionà la disminució de la pressió de vapor amb la concentració molar de les sals dissoltes dins aigua.
Però no va ser fins que el químic francès François Marie Raoult estudià les propietats de les dissolucions amb diversos dissolvents, com aigua, benzè i àcid acètic, que es descobrí la relació correcta entre l'ascens ebullioscòpic i la concentració de la dissolució. Raoult publicà els seus resultats el 1882 i 1887. En aquest darrer treball, explicà que els soluts disminueixen les temperatures d'ebullició de les solucions i que la variació de temperatura experimentada només és proporcional a la quantitat de solut dissolt, expressada en fracció molar, i no depèn de la seva naturalesa.
Amb aquestes investigacions, Raoult posà a l'abast dels químics un nou mètode analític de determinació de masses moleculars de substàncies dissoltes. Així, la llei de Raoult de l'ascens ebullioscòpic, després d'haver estat millorada per l'alemany Ernst Otto Beckmann, es convertí en un mètode útil per a la determinació de masses moleculars de substàncies orgàniques. També els treballs de Raoult foren utilitzats per Jacobus van' t Hoff i Wilhelm Ostwald, entre altres químics, en suport de la hipòtesi de la dissociació electrolítica en les dissolucions i permeteren a Svante August Arrhenius disposar de proves experimentals per a la seva teoria de la dissociació electrolítica.
Jacobus Henricus van 't Hoff realitzà un estudi sistemàtic de les propietats col·ligatives de les dissolucions que publicà el 1885. En aquest treball observà que un extens grup de dissolucions no obeïen les lleis simples que havia descobert Raoult, ni tan sols a altes dilucions. Aquestes anomalies, que eren excepcionalment elevades en el cas de molts d'electròlits, conduïren Van 't Hoff a introduir l'anomenat factor de van 't Hoff, un factor empíric que intenta corregir l'equació de Raoult per poder-la aplicar a electròlits.
Raoult també donà nom a aquesta nova tècnica analítica, l'anomenà ebullioscòpia, a partir de la paraula ebullició i de la grega σκοπέω (skopeo, que significa 'mirar', 'examinar' o 'observar').

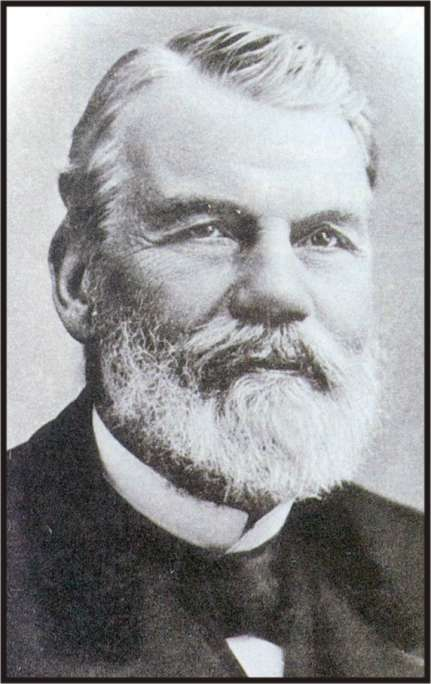
François Marie Raoult
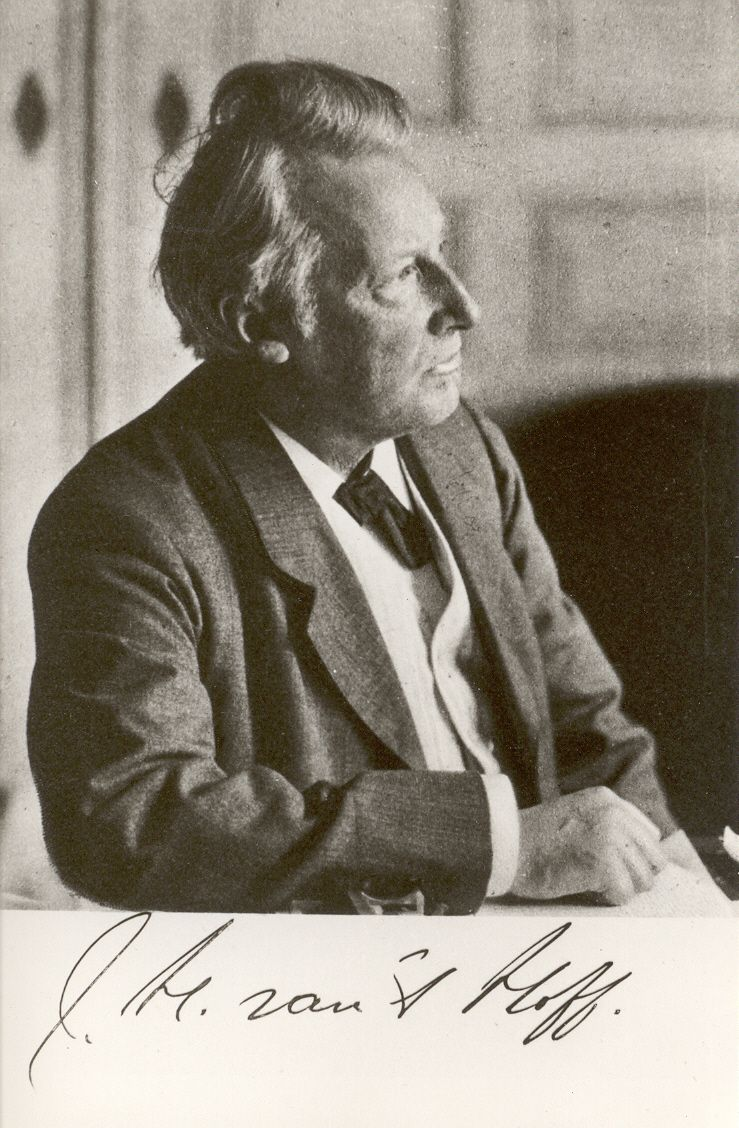
Jacobus Henricus van 't Hoff
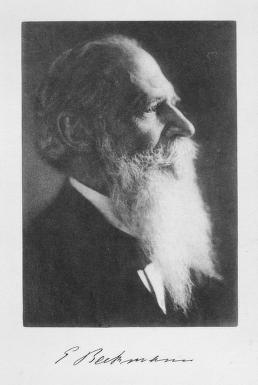
Ernst Otto Beckmann

## Causes

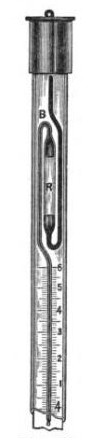
Termòmetre diferencial de Beckmann.

L'ascens ebullioscòpic es pot explicar fàcilment si s'observa la variació d'entropia que es produeix durant el canvi de fase.
Per una banda, l'entropia és una mesura del desordre d'un sistema. Així, un líquid pur està més ordenat que un vapor pur, i aquest té més entropia, més desordre. El desordre és degut al fet que les partícules (molècules, àtoms o ions) d'un líquid estan molt juntes i es desplacen lentament. Per contra, en un vapor les partícules estan en moviment ràpid i no estan en contacte amb les altres. Una dissolució líquida té més desordre que un líquid pur, ja que a la dissolució, a més de les partícules del dissolvent en moviment, també hi ha les partícules del solut en moviment, la qual cosa fa que el sistema sigui més desordenat. És evident que si hom va a comprar fruita i es troba amb una caixa només amb peres i una altra amb peres i dues taronges, aquesta darrera està més desordenada que la que conté exclusivament peres. Doncs a les dissolucions passa el mateix. Així es poden ordenar els sistemes de més a menys entropia:
La variació d'entropia que es produeix durant un canvi d'estat, de líquid a vapor, ve acompanyat d'una variació d'entropia (diferència d'entropia entre els estats final i inicial). En el cas d'un dissolvent pur la variació correspon a la diferència d'entropia entre el dissolvent vapor i el dissolvent líquid, es pot simbolitzar per ∆S*b, i en el cas d'una dissolució la variació d'entropia és la diferència entre l'entropia del dissolvent líquid i la dissolució, que es pot simbolitzar per∆Sb. Aquesta és inferior a l'anterior perquè la dissolució té més entropia que el dissolvent líquid. Per tant:
Per una altra banda, l'ebullició és una transició de fase de primer ordre, és a dir, té lloc amb una variació brusca d'entropia de forma pràcticament reversible a la temperatura i pressió d'equilibri. Així, es pot relacionar la variació d'entropia que s'hi produeix amb l'entalpia de canvi de fase (calor latent), ∆Hv, i la temperatura, Tb, segons l'equació:
Com que la variació d'entalpia, ∆Hb, és constant, tant en el pas del dissolvent líquid a vapor com del dissolvent de la dissolució a vapor, resulta que si la variació d'entropia és menor en el cas de la dissolució, la temperatura de canvi de fase haurà de ser major perquè el segon membre de la igualtat disminueixi per igualar la menor variació d'entropia de l'ebullició del dissolvent de la dissolució. Matemàticament es demostra fàcilment:
Per tant, les temperatures d'ebullició de les dissolucions són sempre majors que les del dissolvent pur pel fet que la dissolució té més entropia, més desordre, que el dissolvent líquid pur. I a major concentració de solut, major desordre, major entropia a la dissolució i, per tant, major temperatura d'ebullició i major ascens ebulloscòpic.

## Equacions

### Dissolucions diluïdes de no-electròlits

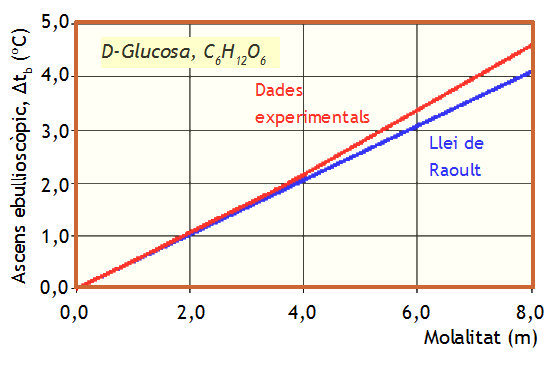
Ascens ebullioscòpic de les dissolucions de glucosa en aigua.

Raoult de forma experimental arribà a la següent relació pel cas de l'ascens ebullioscòpic de dissolucions diluïdes amb soluts que no es dissocien (no-electròlits), que s'anomena llei de Raoult de l'augment ebullioscòpic.
on:
- ΔTb és la diferència entre la temperatura d'ebullició de la dissolució i la temperatura d'ebullició del dissolvent pur.
- kb és la constant ebullioscòpica, una constant que és característica del dissolvent.
- b és la molalitat del solut, és a dir els mols de solut per quilogram de dissolvent. La concentració s'expressa en molalitat perquè és més pràctic a l'hora de realitzar mesures, encara que per a ser precisos s'hauria d'expressar en funció de la fracció molar com ho demostrà Raoult.[4]

A la figura adjunta hi ha representats els augments ebullioscòpics de dissolucions de glucosa en aigua fins a 6 molal. S'observa que fins a una concentració 2 molal l'equació de Raoult concorda amb les dades experimentals, però s'allunya per a concentracions superiors.

### Dissolucions diluïdes d'electròlits
Les anomalies descobertes per Jacobus Henricus van 't Hoff, que eren excepcionalment elevades en el cas de molts d'electròlits, el conduïren a introduir l'anomenat factor de van't Hoff, un factor empíric simbolitzat per i, i definit com el quocient entre el valor experimental de la propietat col·ligativa mitjana i el valor teòric que es dedueix amb les equacions de Raoult.
D'aquesta manera la nova equació per l'ascens ebullioscòpic prengué la forma:
El factor i fou explicat pel químic suec Svante August Arrhenius quan desenvolupà entre 1883 i 1887 la teoria de la dissociació electrolítica, segons la qual les molècules dels electròlits es dissocien en major o menor extensió en ions carregats elèctricament, capaços de transportar el corrent elèctric, i existint un equilibri entre les molècules no dissociades i els ions. Per tant, en dissolució hi ha més partícules que les que s'han dissolt, ja que aquestes es rompen, es dissocien, en parts més petites. L'ascens ebullioscòpic, com les altres propietats col·ligatives, depèn del nombre total de partícules en dissolució, de manera que en una dissolució d'electròlits tendrem més partícules que les dissoltes, les quals s'han de tenir en compte per a calcular la molalitat total. Per exemple podem suposar un electròlit binari com el clorur de calci, {\displaystyle {\ce {CaCl2}}}, el qual assoleix l'equilibri de dissociació en aigua segons la següent equació:
Cada mol de {\displaystyle {\ce {CaCl2}}} es dissocia donant un mol de {\displaystyle {\ce {Ca^2+}}} i 2 mols de {\displaystyle {\ce {Cl-}}}. En total, si la dissociació és completa, per a cada mol dissolt se'n formen 3 en dissolució i la propietat col·ligativa augmentaria en tres vegades. En dissolució, per tant, hi ha més partícules que les dissoltes inicialment perquè part d'aquestes s'han dissociat en ions. Tanmateix els electròlits no es dissocien completament, només parcialment, i cal determinar quin és el grau de dissociació per a poder calcular el factor de van' t Hoff.

### Dissolucions reals
La fórmula de Raoult de l'ascens ebullioscòpic només dona valors iguals als experimentals quan les dissolucions són molt diluïdes. Per aplicar-la a dissolucions reals, on la concentració és major, cal emprar una equació que s'obté en la demostració termodinàmica abans de simplificar-la i substituint en ella la fracció molar del dissolvent per l'activitat del dissolvent (o bé el producte del coeficient d'activitat per la fracció molar):

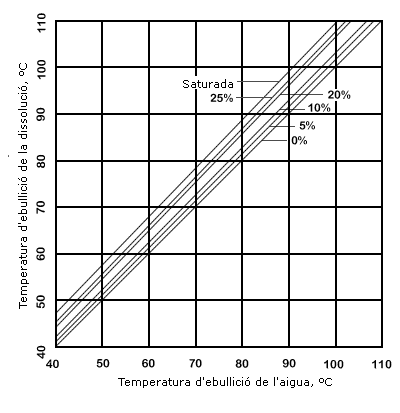
Diagrama de Dühring per a les dissolucions aquoses de clorur de sodi.

On a1x és l'activitat del dissolvent; R és la constant dels gasos; T és la temperatura absoluta; ∆Hv és l'entalpia molar de vaporització del dissolvent.
La primera part és una integral directe i per resoldre la segona integral cal posar l'entalpia en funció de la temperatura. Amb aquesta equació s'obtenen corbes que coincideixen molt bé amb els valors experimentals.
Si es negligeix la dependència de l'entalpia amb la temperatura la integral resulta:
o bé:
En la indústria s'empren molt uns gràfics experimentals, anomenats gràfics de Dühring, on es representen els valors de les temperatures d'ebullició de dissolucions concentrades enfront de les temperatures d'ebullició del dissolvent pur i per a diferents pressions. Les dades són experimentals i la representació es basa en l'anomenada regla de Dühring descrita per Karl Eugen Dühring el 1878, que diu: "Si es representa la temperatura d'ebullició d'una dissolució enfront de la temperatura d'ebullició del dissolvent els punts corresponents a distintes pressions cauen sobre una recta".
A la figura adjunta es representa el gràfic de Dühring pel cas de les dissolucions de clorur de sodi, {\displaystyle {\ce {NaCl}}}. S'observa que les rectes representades corresponen a diferents concentracions de clorur de sodi concentrades i que les rectes són bastant paral·leles.

## Aplicacions
L'equació de l'ascens ebullioscòpic de Raoult resulta útil per a la determinació de masses moleculars de soluts. Conegudes les propietats del dissolvent, a partir de l'ascens ebullioscòpic es dedueix la molalitat b i, a partir d'aquesta, si es coneix la massa del solut dissolta per quilogram de dissolvent, es pot obtenir la massa molecular del solut. Aquesta tècnica s'anomena ebullioscòpia i només cal un termòmetre que permeti apreciar la centèsima de grau en la zona de la temperatura d'ebullició per aconseguir bons resultats. Les determinacions s'han de fer a diferents concentracions i extrapolar els resultats a dilució infinita, ja que només en aquestes condicions es compleix l'equació de Raoult.
on el subíndex 1 correspon al dissolvent i el 2 al solut. n₂ són el nombre de mols de solut, m₂ és la massa del solut expressada en grams, M₂ és la massa molecular del solut, i m1 és la massa del dissolvent en quilograms. Aïllant M₂ queda:
Una altra aplicació científica de l'ebullioscòpia és la determinació d'activitats de dissolvents i de soluts, tant no-electròlits com electròlits. A partir de l'equació de l'ascens ebullioscòpic per a dissolucions reals es pot obtenir directament l'activitat del dissolvent que es pot relacionar amb les activitats del solut emprant l'equació de Gibbs-Duhem.

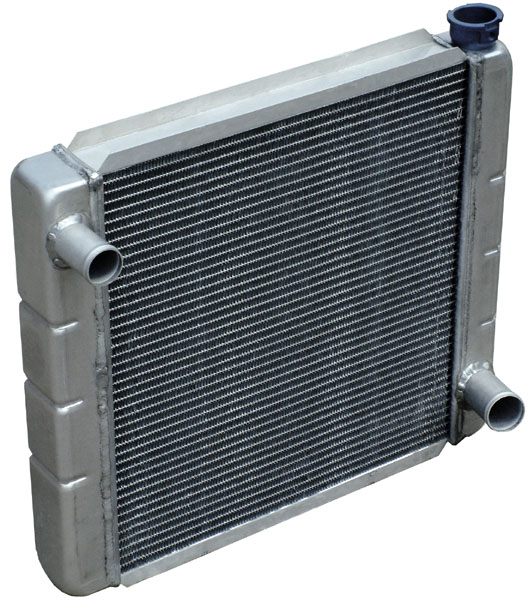
Radiador d'un cotxe que s'omple amb dissolució d'anticongelant que també permet un augment del punt d'ebullició de l'aigua (sumat a l'augment per estar tancat a pressió).

Una de les situacions pràctiques en la qual és necessari conèixer la relació que existeix entre la concentració de soluts i la temperatura d'ebullició del dissolvent és alhora de realitzar dissenys o modelitzacions del funcionament d'un evaporador. La velocitat de transmissió de la calor en un evaporador depèn, entre altres factors, de la diferència entre la temperatura de condensació del vapor i la temperatura d'ebullició de la dissolució que s'ha de concentrar. Segons l'ascens ebullioscòpic, com més concentrada és una dissolució, major és la seva temperatura d'ebullició. A mesura que la concentració augmenta dins l'evaporador, disminueix la velocitat de transmissió de la calor. Aquesta disminució s'ha de tenir en compte alhora de dissenyar l'evaporador, per la qual cosa s'empren gràfics de Dühring que permeten conèixer les temperatures d'ebullició de les dissolucions concentrades en un ampli ventall de pressions.
L'addició d'anticongelants a l'aigua de refrigeració dels motors dels vehicles evita que es congeli quan baixen les temperatures, però també evita que bulli durant l'estiu, quan les temperatures són molt altes, per l'efecte de l'ascens ebullioscòpic. L'anticongelant més emprat és l'etilenglicol.

## Deducció termodinàmica
A partir de consideracions termodinàmiques, es pot deduir l'equació de Raoult que obtingué experimentalment i s'obté, també, una expressió per calcular les constants ebullioscòpiques, kb, dels dissolvents que és:
on M1 és la massa molecular del dissolvent, Tb* la temperatura d'ebullició del dissolvent pur, R la constant dels gasos i ∆Hv l'entalpia de vaporització.

## Constants ebullioscòpiques
A la següent taula hi ha valors de temperatures d'ebullició i de constants ebullioscòpiques, kb, expressades en °C·kg·mol-1, de diferents dissolvents.
Els valors s'han d'analitzar emprant l'expressió obtinguda en la deducció termodinàmica de la constant ebullioscòpica:
Les constants ebullioscòpiques seran elevades si ho són les temperatures d'ebullició i les masses molars dels dissolvents, ja que són directament proporcionals. És el cas del fenol, que té una temperatura d'ebullició de 181,87 °C i una massa molar de 94,11 g/mol que fan que la seva constant ebullioscòpica sigui elevada. L'aigua, per contra, té una massa molar baixa, 18,02 g/mol, la menor de tots els dissolvents de la taula, i això dona lloc a una constant crioscòpica baixa, la menor de la taula.
En canvi, les constants ebullioscòpiques seran elevades si les entalpies de vaporització són baixes. Aquest és el cas de l'àcid acètic, que té una entalpia de vaporització baixa, 23,70 kJ/mol, la qual cosa dona un valor elevat de la seva constant ebullioscòpica.

## Comparació amb el descens crioscòpic
Per a una mateixa dissolució la magnitud del descens crioscòpic és superior a la de l'augment ebullioscòpic, la qual cosa fa que el primer sigui més emprat per a determinacions de masses moleculars o d'altres determinacions analítiques. La raó d'aquesta diferència hom la troba en la diferència que hi ha, per a un mateix dissolvent entre les constants crioscòpica i ebullioscòpica. Sempre la constant crioscòpica és major que l'ebullioscòpica.
La diferència entre ambdues constants, com hom pot veure a les corresponents expressions, són les entalpies i les temperatures:
- L'entalpia de vaporització del dissolvent és sempre més elevada que l'entalpia de fusió, i com que a les expressions de les constants les entalpies figuren al denominador, s'obté un valor menor de la constant ebullioscòpica perquè l'entalpia de vaporització és major que la de fusió.
- Quant a les temperatures les d'ebullició són sempre majors que les de congelació, però la seva influència, situades al numerador i elevades al quadrat, no aconsegueix compensar l'efecte de les entalpies.

Per tant, com que l'entalpia de vaporització és sempre superior a la de fusió per a un mateix dissolvent, la constant ebullioscòpica és sempre menor que la crioscòpica. I, per això, les dissolucions tenen augments ebullioscòpics menors que els descensos crioscòpics.